# Temporada 1998 de la Serie Mundial de Supersport
La Temporada 1998 de la World Series de Supersport fue la segunda temporada del Campeonato Mundial de Supersport.
A partir del año siguiente es reconocido por la  FIM bajo el nombre de Campeonato Mundial de Supersport. La temporada comenzó el 13 de abril en el Donington y terminó el 6 de septiembre en Assen.
El ganador del campeonato de pilotos fue Fabrizio Pirovano con el Suzuki GSX-R 600 del equipo  Alstare Corona, con cinco victorias y dos podios, mientras que el campeonato de constructores fue ganado por el  Suzuki.

## Calendario y resultados
| Ronda | Fecha           | Ronda          | Circuito     | Piloto Ganador       | Vuelta rápida         | Pole Position     |
| ----- | --------------- | -------------- | ------------ | -------------------- | --------------------- | ----------------- |
| 1     | 13 de abril     | Reino Unido    | Donington    | Paolo Casoli         | Paolo Casoli          | Paolo Casoli      |
| 2     | 10 de mayo      | Italia         | Monza        | Cristiano Migliorati | Fabrizio Pirovano     | Fabrizio Pirovano |
| 3     | 24 de mayo      | España         | Albacete     | Fabrizio Pirovano    | Fabrizio Pirovano     | Fabrizio Pirovano |
| 4     | 7 de junio      | Alemania       | Nürburgring  | Vittoriano Guareschi | Sébastien Charpentier | Fabrizio Pirovano |
| 5     | 21 de junio     | San Marino     | Misano       | Vittoriano Guareschi | Fabrizio Pirovano     | Fabrizio Pirovano |
| 6     | 5 de julio      | Sudáfrica      | Kyalami      | Pere Riba            | Stéphane Chambon      | Fabrizio Pirovano |
| 7     | 12 de julio     | Estados Unidos | Laguna Seca  | Stéphane Chambon     | Paolo Casoli          | Fabrizio Pirovano |
| 8     | 2 de agosto     | Unión Europea  | Brands Hatch | Paolo Casoli         | Fabrizio Pirovano     | Fabrizio Pirovano |
| 9     | 30 de agosto    | Austria        | Zeltweg      | Pere Riba            | Fabrizio Pirovano     | Fabrizio Pirovano |
| 10    | 6 de septiembre | Países Bajos   | Assen        | Vittoriano Guareschi | Vittoriano Guareschi  | Fabrizio Pirovano |

## Estadísticas

### Campeonato de pilotos
| Pos | Piloto                | Constructor | Equipo                 | Pts |
| --- | --------------------- | ----------- | ---------------------- | --- |
| 1   | Fabrizio Pirovano     | Suzuki      | Team Alstare Corona    | 171 |
| 2   | Vittoriano Guareschi  | Yamaha      | Yamaha Belgarda        | 149 |
| 3   | Stéphane Chambon      | Suzuki      | Team Alstare Corona    | 137 |
| 4   | Paolo Casoli          | Ducati      | Ducati Performance     | 92  |
| 5   | Massimo Meregalli     | Yamaha      | Yamaha Belgarda        | 90  |
| 6   | Cristiano Migliorati  | Ducati      | Endoug Marchesi Corse  | 84  |
| 7   | Pere Riba             | Ducati      | Team Garella Racing    | 78  |
| 8   | Wilco Zeelenberg      | Yamaha      | Yamaha Dee Cee J.RT    | 64  |
| 9   | Giovanni Bussei       | Suzuki      | Suzuki Italy           | 46  |
| 10  | Robert Ulm            | Yamaha      | Sebring Yamaha Austria | 43  |
| 11  | Mauro Lucchiari       | Ducati      | De Cecco Racing        | 42  |
| 12  | Yves Briguet          | Ducati      | Endoug Marchesi Corse  | 36  |
| 13  | Sébastien Charpentier | Honda       | Honda Reflex Team      | 27  |
| 14  | Giuseppe Fiorillo     | Suzuki      | Suzuki Italia          | 23  |
| 15  | Marco Risitano        | Kawasaki    | Kawasaki Team Italia   | 20  |
| 16  | Roberto Teneggi       | Ducati      | Team Falappa Ghelfi    | 20  |
| 17  | Jörg Teuchert         | Yamaha      | Team Zweirad Teuchert  | 19  |
| 18  | James Toseland        | Honda       | Castrol Honda          | 18  |
| 19  | Camillo Mariottini    | Bimota      | Team Bimota Arrow      | 18  |
| 20  | Jason Pridmore        | Suzuki      | Hypercycle Suzuki      | 16  |
| 21  | Angelo Conti          | Suzuki      | GI Motor Sport         | 16  |
| 22  | Christian Kellner     | Suzuki      | Laux Racing            | 14  |
| 23  | Walter Tortoroglio    | Suzuki      | Sacchi Corse           | 14  |
| 24  | Francesco Monaco      | Ducati      | X Racing               | 12  |
| 25  | Brett MacLeod         | Suzuki      | Elf Suzuki             | 11  |
|     | Mile Pajic            | Kawasaki    | Team Motor Druten      | 11  |
| 27  | Thomas Körner         | Kawasaki    | Team K                 | 10  |
| 28  | Juan-Eric Gomez       | Suzuki      | Team Sert              | 8   |
|     | Russell Wood          | Honda       | Nashua Honda           | 8   |
| 30  | Howard Whitby         | Honda       | Nicmonira Racing       | 7   |
|     | Serafino Foti         | Bimota      | Team Bimota Tamoil     | 7   |
|     | Michele Gallina       | Ducati      | Team Mavi Racing       | 7   |
|     | Werner Daemen         | Kawasaki    | Kawasaki Belgium       | 7   |
|     | Torleif Hartelman     | Honda       | Team Ten Kate          | 7   |
| 35  | Christophe Cogan      | Ducati      | Yamaha Motor France    | 7   |
| 36  | Bernard Garcia        | Ducati      | Two Brothers Racing    | 6   |
|     | Jean-Philippe Ruggia  | Bimota      | Team Bimota Tamoil     | 6   |
|     | Francisco Riquelme    | Ducati      | Team Desmo Racing      | 6   |
| 39  | Karl Muggeridge       | Honda       | Castrol Honda          | 5   |
|     | Stefan Nebel          | Kawasaki    | Kawasaki Junior Team   | 5   |
| 41  | Javier Rodríguez      | Yamaha      | Lozano Racing          | 5   |
| 42  | Harald Steinbauer     | Kawasaki    | Team Biker Box         | 4   |
|     | Phil Borley           | Honda       | Team Raceways          | 4   |
| 44  | Marc Garcia           | Honda       | Two Brothers Racing    | 3   |
|     | Herbert Kaufmann      | Yamaha      | Yamaha Mo-Rennteam     | 3   |
|     | Albert Aerts          | Yamaha      | BKM Racing Team        | 3   |
|     | Kirk McCarthy         | Honda       | Castrol Honda          | 3   |
| 48  | Vittorio Iannuzzo     | Yamaha      | Team Tienne            | 2   |
|     | Eric Schnackenberg    | Suzuki      | Schnackenberg Erik     | 2   |
|     | Jan Hanson            | Honda       | Ten Kate Reab          | 2   |
| 51  | Mario Innamorati      | Kawasaki    | Kawasaki Team Italia   | 1   |
|     | James Jacobi          | Yamaha      | Jacobi                 | 1   |

### Campeonato de constructores
| Pos | Constructor | Pts |
| --- | ----------- | --- |
| 1   | Suzuki      | 207 |
| 2   | Yamaha      | 175 |
| 3   | Ducati      | 174 |
| 4   | Honda       | 65  |
| 5   | Kawasaki    | 48  |
| 6   | Bimota      | 15  |